# Johann Theodor Kallimachis

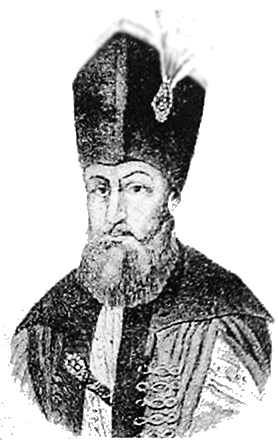
Johann Theodor Kallimachis

Johann Theodor Kallimachis (auch Ioniță Călmașul oder Ienachi Callimachi; * 1690 in Câmpulung Moldovenesc, Kreis Suceava, Rumänien; † 1780 in Konstantinopel, Osmanisches Reich) war vom 7. August 1758 bis zum 11. Juni 1761 Fürst (Domn) der Moldau.

## Ausbildung und Karriere
Johann Theodor, ursprünglich Ioniță Călmașul, entstammte einer moldauischen Boierfamilie aus Orhei. Er war der zweite Sohn des Vornics von Câmpulung, Teodor Călmașul.
Schon in jungen Jahren sandte ihn sein Vater in die Prierschule („Popi‐Schule“), wo er Lesen und Schreiben auf Rumänisch erlernte. Anschließend besuchte er die griechische Schule bei Nikolae Mavrocordat und eignete sich dort Sprachkenntnisse in Griechisch an. In der Folge studierte er in Lemberg Polnisch und Latein.
1712 wurde er zusammen mit seinem Bruder Gavril von Nikolae Mavrocordat nach Konstantinopel entsandt und arbeitete zunächst als stellvertretender Dragoman (Dolmetscher) für Johann Mavrocordatos, später ab 1716 für Fürst Grigore Ghica. In dieser Zeit erlernte er Türkisch, Französisch und Italienisch und erhielt die Qualifikation für das Amt des Dragoman. Zugleich nahm er den griechisch klingenden Familiennamen Kallimachis sowie den Vornamen Ienachi an.

## Aufstieg zum Boier und Groß‐Dragoman
1726, als Grigore Ghica zum Fürsten der Moldau ernannt wurde, kehrte Ienachi Kallimachis mit ihm in die Heimat zurück und übernahm dort das Amt des „tretilogofăt“ (dritter Logofăt). Er vermittelte erfolgreich eine Friedensvereinbarung zwischen dem Krim‐Khan Mengli II. Giray und den Tataren aus Bugeac, woraufhin er 1728 zum Groß‐Medelnicer befördert wurde. 1730 wurde er zum Kapu‐Tschaich des Fürsten in Konstantinopel ernannt.
Kurz vor seiner Abreise verlobte er sich mit Ralu (Ralițza), der Tochter des Dumitru Crisoscoleu; drei Jahre später folgte die Hochzeit. Aus dieser Ehe gingen vier Kinder hervor:
- Grigore (geb. 1735), später ebenfalls Fürst der Moldau
- Alexandru (geb. 1737)
- Sevastița (geb. 1738), zunächst mit Grigore Vlasto verheiratet, dann mit Michael Soutzos
- Maria (geb. 1739/1740), verheiratet mit Alexandru I. Mavrocordat.[4]

## Groß‐Dragoman und Fürst der Moldau
Im März 1741, nach der Hinrichtung des früheren Dragoman Alexandru Ghica, befahl der Sultan die Ernennung Ienachi Kallimachis zum „terziman‐mare“ (Groß‐Dragoman), ein Amt, das er 17 Jahre lang innehielt.
1752 geriet er durch Intrigen Matei Ghicas und seines Schwiegervaters Bașa Mihalopol in große Gefahr: Er wurde nachts verhaftet, zum Tode verurteilt, begnadigt, mit Verbannung nach Algier bedroht und schließlich auf die Insel Tenedos verbannt. Nach einigen Monaten wurde er zurückgerufen und in sein altes Amt wiedereingesetzt.
Am 20. September 1758, kurz vor seinem 70. Geburtstag, wurde Ienachi Kallimachis zum Fürsten der Moldau ernannt. Er herrschte bis zum 11. Juni 1761, als er seinem ältesten Sohn Grigore das Fürstentum übergab. Anschließend zog er sich nach Konstantinopel zurück, wo er weitere 19 Jahre lebte.